# Mighty ReArranger
Albums de Robert Plant
Sixty Six to Timbuktu
(2003) Nine Lives
(2006)
Singles
1. Shine It All Around
Sortie : 2005
2. The Enchanter
Sortie : 2005

Mighty ReArranger est le huitième album studio du chanteur de rock anglais Robert Plant. Il sortit le 25 avril 2005 sur les labels Es Paranza et Sanctuary Records et est produit par Phil Johnstone, Robert Plant et Mark Stent.

## Historique
Cet opus est enregistré dans le Somerset, principalement autour de Bath, et à Londres. Pour ce faire, Robert Plant est accompagné de son backing band Strange Sensation, un groupe de musiciens venus d'horizons différents, dont une partie participait déjà à l'album précédent, Dreamland.
Cet album est plus orienté vers la world music et moins rock que ses prédécesseurs ; il atteint la 4e place du UK Albums Chart et la 22e place du Billboard 200 et au Top Internet Albums.
Le dernier titre Brother Ray est en hommage à Ray Charles, qui est décédé lors de l'enregistrement de cet album.
Cet album est nommé à deux reprises aux 48e cérémonie des Grammy Awards en 2006, dans les catégories « meilleure prestation vocale rock en solo » pour la chanson Shine It All Around et « meilleure prestation hard rock » pour Tin Pan Alley.
En 2007, une réédition remastérisée, avec cinq titres bonus, est publiée par Rhino Entertainment.

## Titres
Toutes les chansons sont écrites et composées par Justin Adams, John Baggott, Robert Plant et Skin Tyson sauf indications.
| No  | Titre                   | Durée |
| --- | ----------------------- | ----- |
| 1.  | Another Tribe           | 3:17  |
| 2.  | Shine It All Around     | 4:03  |
| 3.  | Freedom Fries           | 2:53  |
| 4.  | Tin Pan Valley          | 3:47  |
| 5.  | All the Kings Horses    | 4:20  |
| 6.  | The Enchanter           | 5:27  |
| 7.  | Takamba                 | 4:06  |
| 8.  | Dancing in Heaven       | 4:26  |
| 9.  | Somebody Knocking       | 3:47  |
| 10. | Let the Four Winds Blow | 4:52  |
| 11. | Mighty ReArranger       | 4:25  |
| 12. | Brother Ray             | 1:12  |

| 13. | Red, White and Blue                  | 3:11 |
| 14. | All the Money in the World           | 3:12 |
| 15. | Shine It All Around (Girls Remix)    | 7:31 |
| 16. | Tin Pan Valley (Girls Remix)         | 6:21 |
| 17. | The Enchanter (UNKLE Reconstruction) | 6:50 |

| 1.  | Shine It All Around       | 4:50  |
| 2.  | Black Dog (*)             | 5:03  |
| 3.  | Freedom Fries             | 5:47  |
| 4.  | When the Levee Breaks (*) | 6:28  |
| 5.  | All the Kings Horses      | 4:47  |
| 6.  | Takamba                   | 4:49  |
| 7.  | Tin Pan Valley            | 6:28  |
| 8.  | Gallows Pole (*)          | 5:39  |
| 9.  | The Enchanter             | 7:55  |
| 10. | Mighty ReArranger         | 5:43  |
| 11. | Whole Lotta Love (*)      | 10:31 |

- Note 1 : le concert comprenait aussi les titres Another Tribe, Morning Dew (reprise du Grateful Dead) et Babe I'm Gonna Leave You (*)  qui n'ont pas été retenus pour l'album.
- Note 2 : les titres suivis de (*) sont des reprises de Led Zeppelin.

## Musiciens
- Robert Plant : chant, harmonica
- John Baggott : claviers, basse
- Clive Deamer : batterie, bendir
- Justin Adams : guitare électrique, bendir, tehardant, lap steel, basse
- Skin Tyson : guitares électrique et acoustique, lap steel, basse
- Billy Fuller : basse, contrebasse.

## Charts et certification

### Album
Charts
| Pays             | Durée du classement | Meilleur classement | Date        |
| ---------------- | ------------------- | ------------------- | ----------- |
| Allemagne        | 5 semaines          | 25e                 | 16 mai 2005 |
| Belgique (W)     | 14 semaines         | 23e                 | 4 juin 2005 |
| Belgique (V)     | 6 semaines          | 29e                 | 28 mai 2005 |
| États-Unis       | 6 semaines          | 22e                 | 28 mai 2005 |
| Finlande         | 2 semaines          | 21e                 | 15 mai 2005 |
| France           | 25 semaines         | 24e                 | 14 mai 2005 |
| Italie           | 6 semaines          | 11e                 | 5 mai 2005  |
| Norvège          | 3 semaines          | 10e                 | 15 mai 2005 |
| Nouvelle-Zélande | 5 semaines          | 27e                 | 9 mai 2005  |
| Pays-Bas         | 4 semaines          | 67e                 | 21 mai 2005 |
| Royaume-Uni      | 7 semaines          | 4e                  | 14 mai 2005 |
| Suède            | 3 semaines          | 13e                 | 12 mai 2005 |
| Suisse           | 5 semaines          | 47e                 | 22 mai 2005 |

Certification
| Pays        | Certification | Ventes   | Date       |
| ----------- | ------------- | -------- | ---------- |
| Royaume-Uni | Argent        | 60 000 + | 6 mai 2005 |

Charts singles
| Single              | Chart                  | Durée du classement | Position | Date       |
| ------------------- | ---------------------- | ------------------- | -------- | ---------- |
| Shine It All Around | Mainstream Rock Tracks | 20 semaines         | 18e      | 7 mai 2005 |
| Shine It All Around | UK Singles Chart       | 3 semaines          | 32e      | 7 mai 2005 |